# Charcutería

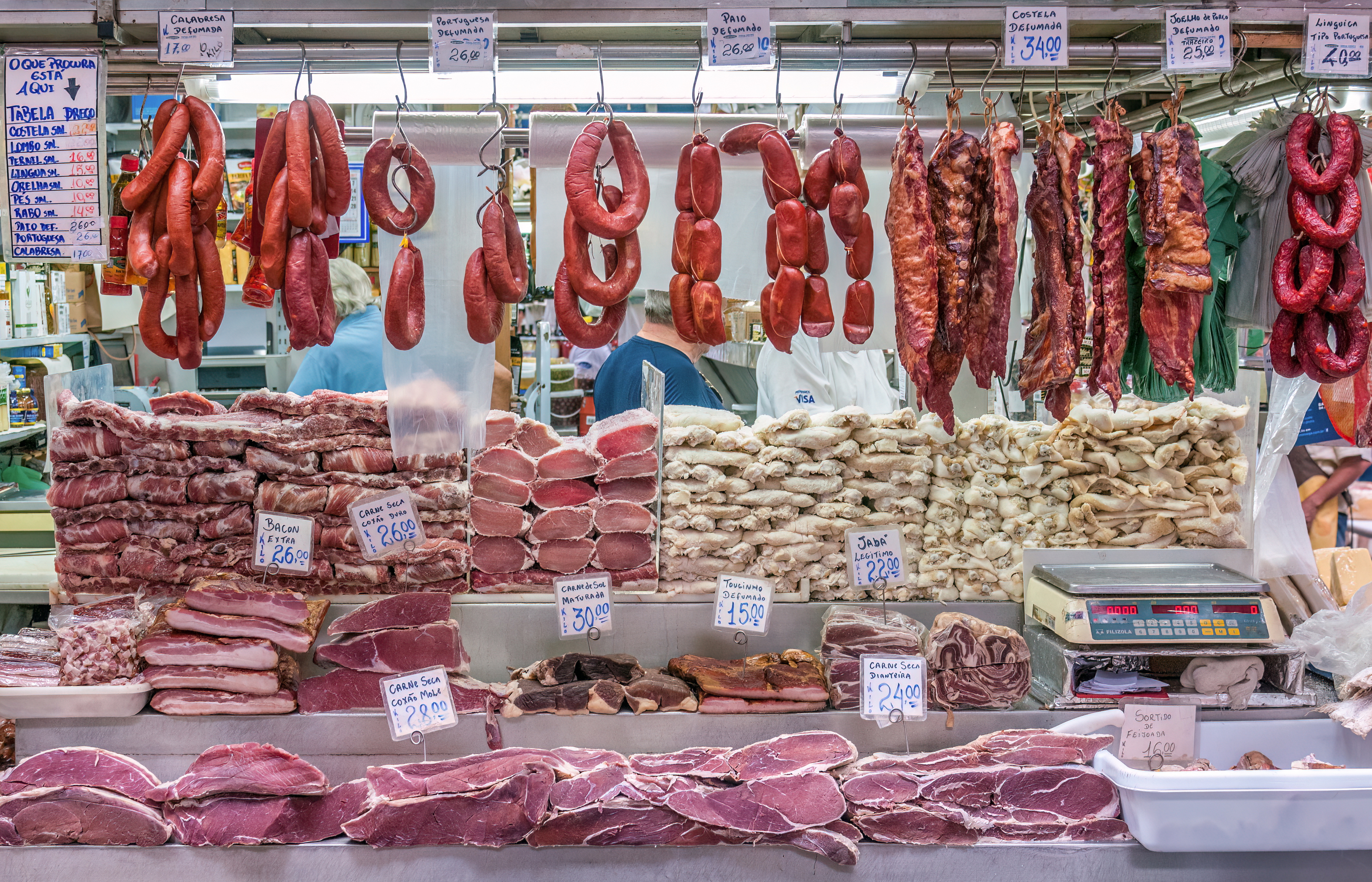
Mostrador de una charcutería en el Mercado Municipal de São Paulo, Brasil.

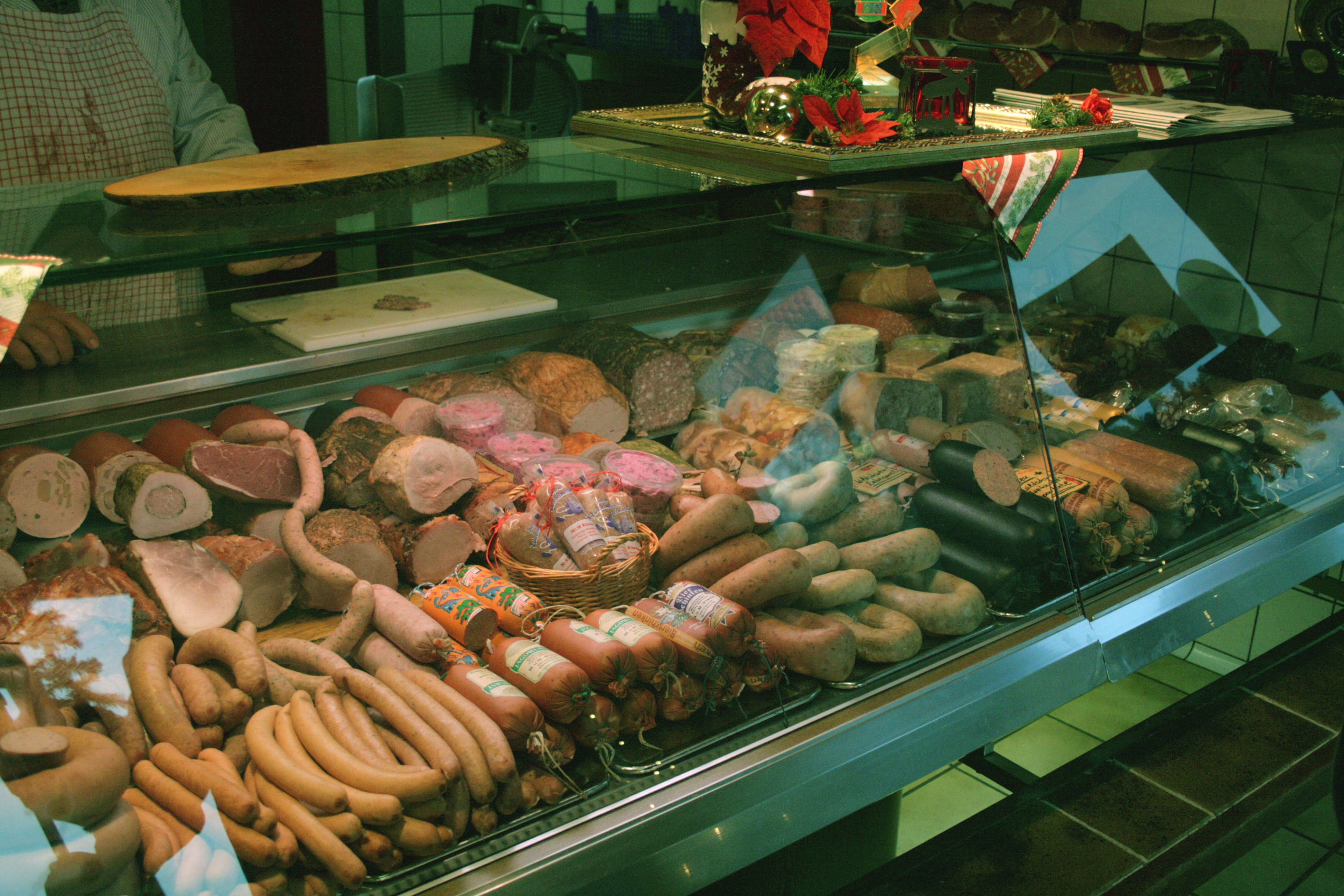
Estante de una charcutería alemana en el municipio de Versmold.

La charcutería (del francés charcuterie, de chair, 'carne', y cuit, 'cocinada'), denominada de forma similar como fiambrería, tocinería, chacinería, salchichonería o salsamentaria, es el arte y técnica de preparar derivados de la carne, especialmente de cerdo, que incluyen embutidos, fiambres, jamones curados, patés y otros preparados cárnicos. Se trata de una tradición ancestral que combina conocimientos culinarios, conservación de alimentos y técnicas artesanales que varían según la región del país. También es aquella tienda o carnicería especializada en la comercialización de los productos de la carne de cerdo y sus subproductos: fiambres y embutidos. Se suelen vender en estos establecimientos: salchichas, salchichones, chorizos, salami, jamón en diferentes formatos, aspic, etcétera. Se caracterizan por tener un mostrador transparente y generalmente acondicionado en el que se muestran al público los productos a la venta.
El término también se refiere en general al tipo de gastronomía (particularmente francesa) dedicado a la preparación de tales productos cárnicos, principalmente de carne de cerdo.
La charcutería es parte del repertorio de garde manger de un chef. Originalmente desarrollada con el propósito de preservar la carne antes del advenimiento de la  refrigeración, en la actualidad son preparados por sus aromas y sabores derivados de los procesos de preservación y de los ingredientes y formas de preparación.
En muchos países, en estos establecimientos no solo se expenden fiambres y embutidos varios, sino también derivados lácteos (principalmente quesos).

## Historia
Los orígenes de la charcutería se remontan a la Antigua Roma, donde ya se utilizaban métodos de salazón y secado para conservar la carne. Sin embargo, el término "charcuterie" proviene del francés y se consolidó en la Edad Media, cuando los artesanos especializados comenzaron a desarrollar una amplia variedad de productos curados. En países como Francia, Italia España o Alemania, la charcutería ha evolucionado hasta convertirse en parte esencial de su patrimonio gastronómico.

## Denominación
La denominación alternativa chacinería se debe a que en la antigüedad se vendía chacina exclusivamente. La denominación charcutería es considerada un galicismo proveniente de la palabra charcuterie en idioma francés (y este tiene su origen en la palabra chair cuite), empleada igualmente en idioma inglés.[cita requerida] Este tipo de establecimiento en Italia tiene el nombre de salumería, derivado del nombre latino "sal", por venderse en dicho comercio productos en salazón.
En algunos países de Latinoamérica, es más común el término salchichonería, por tratarse de un establecimiento donde se venden salchichas.[cita requerida]. 
En Argentina, Chile, Paraguay y Uruguay, a este tipo de comercio se lo conoce como fiambrería o rotisería, aunque en el último caso el giro se amplía a quesos y comida al paso. En estos países, se conoce como chacinería a la elaboración de fiambres y embutidos y por tanto estos pruductos se conocen como chacinados. Si bien las fiambrerías se especializan en venta de chacinados, las carnicerías ofrecen la mayor variedad de chorizos frescos como los criollos y los colorados. En Colombia son conocidos también como salsamentarias.

## Charcutería y salud
Un estudio de la Agencia Internacional de Investigación sobre el Cáncer de la Organización Mundial de la Salud concluyó que los productos de charcutería (carne procesada) son carcinogénicos para el ser humano, al hallar pruebas suficientes de que su consumo provoca un mayor riesgo de contraer cáncer colorrectal.